# Organització territorial de Bulgària
Des de 1999, Bulgària està dividida en 28 províncies (en búlgar: singular - област, òblast, plural - области, òblasti), que corresponen, de forma aproximada, als 28 ókrugs que existien abans de 1987. Entre aquest any i 1998 el país va estar dividit en 9 províncies.
Com a tret comú, totes les províncies porten el nom de la seva capital. Un tret curiós és que la capital del país, Sofia, és la capital tant de la ciutat de Sofia com de la província de Sofia.
Totes les províncies es divideixen en municipalitats (en búlgar, община, obxtina).

## Història

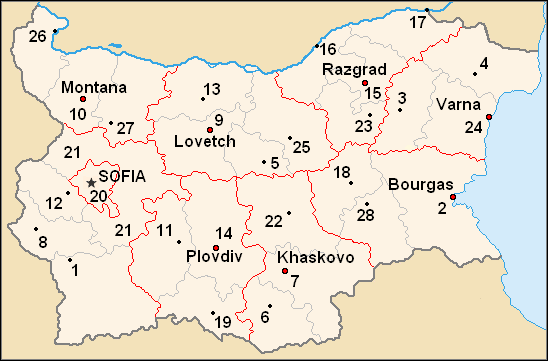
Divisió provincial de Bulgària (1987-1998), superposada a la divisió actual

L'any 1987, el govern comunista de Tòdor Jívkov va convertir els 28 okrugs en què es dividia el país en 9 províncies. El 1999, el govern va restaurar els antics ókrugs però en conservà el nom d'oblasts. La relació entre els 9 oblasts del període 1987-1998 i els actuals oblasts, amb la numeració de la figura, és la següent:
- Província de Burgàs (Burgàs (2), Sliven (18), Iàmbol (28))
- Província de Khàskovo (Khàskovo (6), Kardjali (7), Stara Zagora (22))
- Província de Lòvetx (Gàbrovo (5), Lòvetx (9), Pleven (13), Veliko Tarnovo (25))
- Província de Montana (Montana (10), Vidin (26), Vratsa (27))
- Província de Plòvdiv (Pàzardjik (11), Plòvdiv (14), Smolian (19))
- Província de Ràzgrad (Ràzgrad (15), Russe (16), Silistra (17), Targovixte (23))
- Província de Sofia (Ciutat de Sofia (20))
- Província de Sofia (Blagòevgrad (1), Kiustendil (8), Pèrnik (12), província de Sofia (21))
- Província de Varna (Dòbritx (3), Xumen (4), Varna (24))